# Petit Gaugry
Petit Gaugry est une marque commerciale déposée utilisée par un fromage à pâte molle à croûte lavée. Cette marque et le fromage attaché ont été créés en 1950 par Raymond Gaugry. Ce fromage industriel est fabriqué par la Fromagerie Gaugry à Brochon en Côte-d'Or.

## Fabrication
Ce fromage au lait de vache est lavé et affiné avec du marc de Bourgogne pendant 3 semaines. Il est fabriqué au lait cru ou au lait pasteurisé.